# Giuseppe Soldi
Giuseppe Soldi (* 11. September 1940 in Stagno Lombardo) ist ein ehemaliger italienischer Radrennfahrer und Weltmeister im Radsport.

## Sportliche Laufbahn
1959 rückte Soldi zu den Amateuren auf, nachdem er bei den Junioren sehr erfolgreich gewesen war. Er wurde 1965 gemeinsam mit Luciano Dalla Bona, Pietro Guerra und Mino Denti Weltmeister im Mannschaftszeitfahren. 1961 hatte er einen schweren Unfall, der seine Laufbahn für mehrere Jahre unterbrach, er konnte aber in den Radsport zurückkehren. 1965 wurde er in die italienische Nationalmannschaft aufgenommen. Er wurde 1965 als bester Amateur Italiens ausgezeichnet. 1966 wurde er Berufsfahrer. In seinem dritten Rennen als Profi stürzte er schwer und musste seine Laufbahn beenden. Nach zehn Jahren trat er nochmals als Amateur an und konnte noch etwa 150 Rennen gewinnen.